# Albert Sabin
Albert Bruce Sabin (ur. Abram Saperstein; ur. 26 sierpnia 1906 w Białymstoku, zm. 3 marca 1993 w Waszyngtonie) – amerykański lekarz żydowskiego pochodzenia, wynalazca kolejnej wersji szczepionki przeciwko wirusowi polio (pierwsza była dziełem pochodzącego z Polski Hilarego Koprowskiego).

## Życiorys
Urodził się w Białymstoku w tradycyjnej rodzinie żydowskiej, jako syn Jakuba i Tilli Saperstein. W 1921 wraz z rodziną wyemigrował do Stanów Zjednoczonych, gdzie kształcił się na New York University. W 1930 przyjął obywatelstwo amerykańskie i zmienił nazwisko na Sabin. W 1931 ukończył studia i rozpoczął praktykę w szpitalu. 24 kwietnia 1960 jako pierwszy na świecie zastosował szczepionkę, która całkowicie unicestwiała wirusa polio powodującego chorobę Heinego-Medina. Szczepienia na ogromną skalę przeprowadził na terenie ZSRR za zgodą Nikity Chruszczowa.
Wyizolowanie szczepionki jak i wiele innych dokonań przyniosło doktorowi Albertowi Sabinowi ogromną sławę i międzynarodowy rozgłos. Wyrazami uznania było przyznanie Sabinowi 46 doktoratów honoris causa przez uczelnie na całym świecie, a także wiele innych wyróżnień i nagród. Nigdy nie opatentował swojej szczepionki uważając, że jest ona jego darem dla dzieci.
W 1965 został uhonorowany przyznaniem nagrody Laskera w dziedzinie badań klinicznych.